# ブラザーフッド (2004年の映画)
『ブラザーフッド』（原題：태극기 휘날리며、英題：Brotherhood）は、2004年公開の韓国映画。原題の直訳は「国旗を振って」。
民族を二分した朝鮮戦争に翻弄される兄弟を描く。悲劇的な物語とリアルな戦場シーンが話題を呼び、韓国で『シルミド』の持つ映画興行成績を塗り替えた。

## ストーリー
現代の韓国。戦場跡での遺骨発掘作業中に、「イ・ジンソク」という名前の入った万年筆が見つかる。調査団の問い合わせを受けたイ・ジンソクは、戦争中に思いをはせながら、発掘場所へと向かうのだった。
1950年の初夏、ソウルで、靴職人を目指す靴磨きのジンテと、高校生のジンソク兄弟が暮らしていた。ジンテには婚約者ヨンシンがおり、彼らの母親は熱病のために言語障害になっていた。それでも彼らは貧しくとも日々の生活の中で幸せを得て暮らしていた。だが6月25日、ソウルに攻め込んだ朝鮮人民軍によって幸せは砕け散った。家族は列車に乗って南へ逃れようとする。しかし途中でジンソクが韓国軍の徴募隊に捕まり、彼を助けようしたジンテも強制的に入隊させられて最前線に送り込まれる。ヨンシンは、ジンテの母と幼い弟達とともに、ソウルに取り残される。
ジンテは弟を除隊させるためには自分が英雄になって力を得るしかないと考え、いくつもの危険な戦場へ自ら志願して赴いていく。自ら危険を好むようにしか見えない兄の姿を、ジンソクは理解できずにいた。そして、手柄を立てるために突出して戦友を死なせたことや、人民軍捕虜の虐待などの兄の行動にジンソクは呆れ、正気を失ったと考えるようになるが、そうした中、ジンテはついに韓国軍の最高勲章を受章し、ジンソクの除隊も現実になった。しかし、これは悲劇の始まりに過ぎなかった。
1950年12月、中国人民志願軍（抗美援朝志願軍）の参戦により、戦争終結という予測は崩れ去る。ふたたびソウルに戦火が迫る中、ジンテ・ジンソク兄弟は家族を救出するためにソウルに戻る。しかしヨンシンは、ジンテの母と弟達を守るため、やむなく北朝鮮側の労働奉仕に参加していたことから、反共自警団により射殺され（保導連盟事件）、それを止めようとしたジンテとジンソクは逮捕され、北朝鮮軍の捕虜とともに監禁されてしまう。そしてジンソクは、自警団への発砲を躊躇したジンテを責めるのだった。大隊長の尋問を受けたジンテは、ジンソクを釈放するように迫るが、大隊長は迫りくる中国軍に正気を失い、捕虜とジンソクのいる倉庫を燃やすように命じてしまう。焼け落ちた倉庫を目にしたジンテは、中国軍に降伏して連行されていく大隊長を襲い、戦友や中国兵の目の前で撲殺してしまうのだった。
一方、通りすがりの戦友に助けられて監禁場所を脱出していたジンソクは、入院先の野戦病院で、ジンテが朝鮮人民軍の旗部隊の隊長となって活躍している事実を知らされる。熱烈な反共主義者の戦友ですら、目の前で婚約者を殺害された上に、弟も殺されたと思い込んでいれば国を恨んで当然、とジンテに同情するのだが、ジンソクは、「勲章の為に正気を失った男だ、昇進のためなら国も売るだろう」と言ってのけ、ジンテとは縁を切ったと言い放つ。しかし、未配になっていたジンテの手紙を読んだジンソクは、戦争の中でも、兄はやはり優しい男のままだったことを知る。除隊を目前にしながらも、ジンテの目を覚まさせるために病院を抜け出して最前線トゥミルリョン高地へ向かい、人民軍に投降するジンソク。
激戦のさなかに旗部隊が現れ、兄弟は遂に再会を果たすが、攻勢に失敗した韓国軍が退却しはじめた。脚に傷を負ったジンソクを退却させる時間を稼ぐため、ジンテは機関銃を人民軍に向ける。彼の手には、ジンソクの万年筆が握られていた。

## キャスト
日本語吹き替えはDVD版
- ジンテ：チャン・ドンゴン（張東健、森川智之）
- ジンソク：ウォンビン（鉄野正豊）
- ヨンシン：イ・ウンジュ（花村さやか）
- 朝鮮人民軍大佐：チェ・ミンシク（古澤徹）
- ヨンマン：コン・ヒョンジン（小森創介）
- 青年団長：キム・スロ（小林正寛）
- 母親（吉野佳子）
- ヤン主事（多田野曜平）
- イム下士官（宮内敦士）
- ホ軍曹（水内清光）
- ヨンソク（飯泉征貴）
- 老ジンソク（稲垣隆史）

## 作品解説
元々の英語タイトルは『Taeguk-ki』であったが、外国人には読みづらいということで『Brotherhood』に改名された。韓国ではこの英語タイトルに対して賛否両論が繰り広げられたが、結局は『Brotherhood』と名づけられた。この英語タイトルがそのまま日本語タイトル（邦題）になった。
最後の戦闘シーンではエキストラ3000人が投入された。

## 公開・反響
韓国での観客動員数は1180万人。
アメリカでも公開され、在米韓国人や韓国系アメリカ人が観客の中心となり、興行収入100万ドル。その他、台湾、香港、ロシア、フランスなどで配給された。
日本ではユニバーサルピクチャーズによって配給された。韓流四天王にも数えられるチャン・ドンゴン、ウォンビンが出演していることから、日本でのヒットが見込まれて興行権を約2億円で買いつけ、宣伝費7億円を費やし、300館規模で公開され、興行収入は15億円だった。